# Башня Реформатора
Башня Реформатора — башня высотой 75 метров, построенная из оцинкованной стали в г. Гватемала (перекрёсток 7-й авеню и 2-й улицы Зоны 9).
Башня была сооружена в 1935 году в ознаменование 100-летия со дня рождения Хусто Руфино Барриоса, который был президентом Гватемалы и провел многочисленные реформы. Основание башни — точная копия основания Эйфелевой башни. Первоначально на вершине башни находился колокол, но в 1986 г. его заменили отражателем. С момента открытия он находится на одном и том же месте: перекрёсток бульвара 15 сентября и улицы Генерала Мигеля Гарсиа Гранадоса, в настоящее время 7-я авеню и 2-я улица Зона 9. На его опорной плите было написано:
Памятная башня 19 июля высотой 75 метров (позже переименованная в Башню Реформатора, Torre del Reformador) была открыта 19 июля 1935 года генералом Хорхе Убико Кастаньедой в ознаменование столетия со дня рождения генерала Хусто Руфино Барриоса.
Башня реформатора была изготовлена в Соединенных Штатах Америки и собрана инженером Артуро Бикфордом, мэром города в то время. Правительство Бельгии подарило колокол, который был подвешен внутри конструкции. Маяк, а также освещение и оснащение её основания были изготовлены частной компанией.